# Twin Barrels Burning
Twin Barrels Burning è il dodicesimo album in studio del gruppo rock inglese Wishbone Ash, pubblicato nel 1982.

## Tracce
Side 1
1. Engine Overheat – 4:06
2. Can't Fight Love – 4:00
3. Genevieve – 3:36
4. Me and My Guitar * – 4:01
5. Hold On – 4:51

Side 2
1. Streets of Shame – 4:37
2. No More Lonely Nights – 5:17
3. Angels Have Mercy – 3:55
4. Wind Up – 5:04

## Formazione
- Andy Powell - chitarra, voce
- Laurie Wisefield - chitarra, voce
- Trevor Bolder - basso, voce
- Steve Upton - batteria